# 埃利奧特岩
埃利奧特岩（英語：Elliott Rock）是南極洲的岩石，位於南喬治亞群島，處於伯德島以西的斯圖爾特海峽，在1957年由英國南極名稱諮詢委員會命名，由英國海外領土管轄。